# فساد پلیس

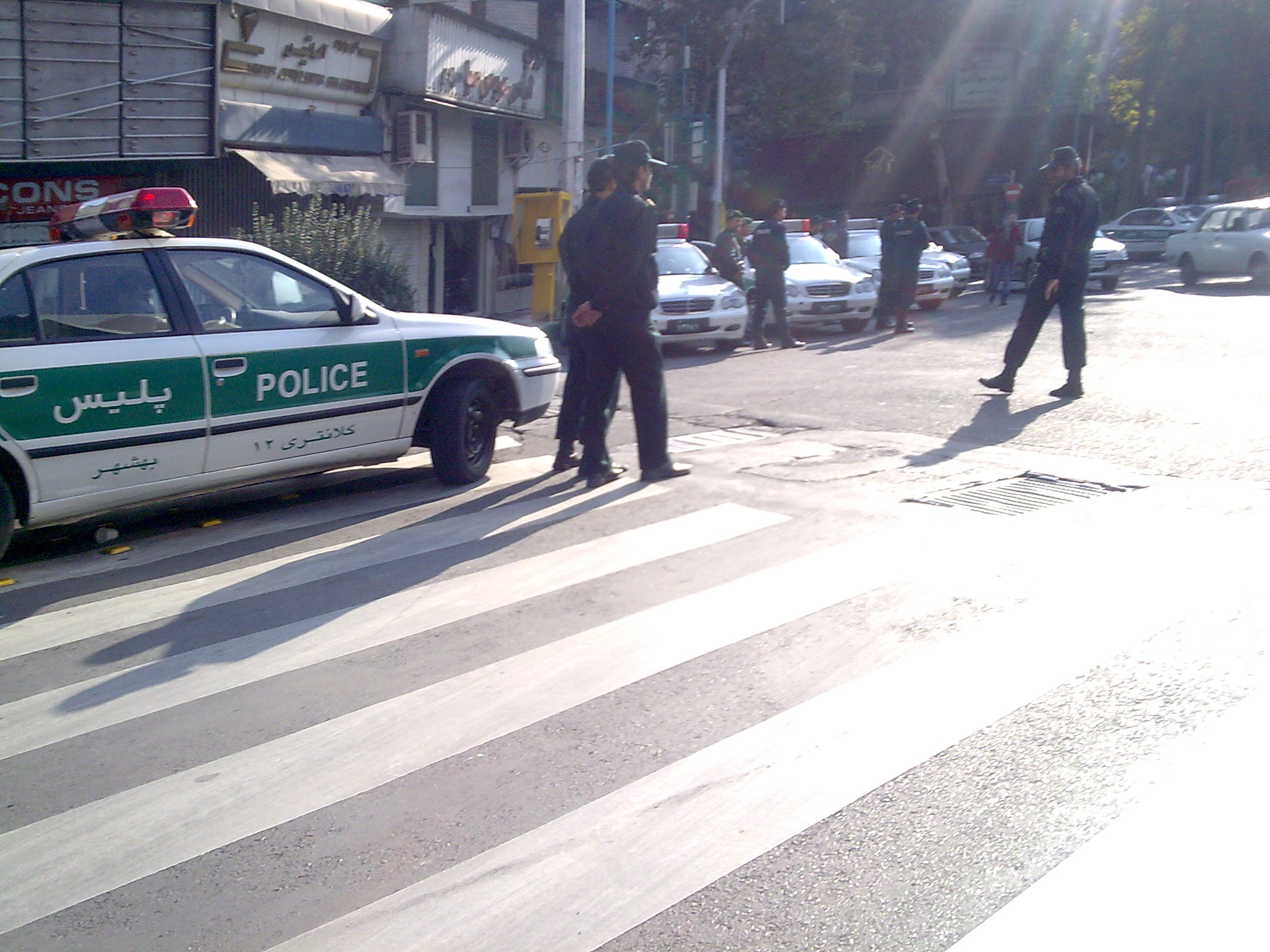
پلیس

فساد پلیس یک فرم از سوء رفتار پلیس است که ماموران مجری قانون از طریق سوء استفاده از قدرت، در پی منافع شخصی، مانند پول یا پیشرفت و ارتقای شغلی هستند. مثلاً با قبول رشوه در ازای تعقیب نکردن، یا پیگیری تحقیقات به صورت جهت دار. یکی از متداولترین شکل‌های فساد پلیس درخواست یا قبول رشوه در قبال گزارش نکردن قاچاق سازمان یافته مواد مخدر یا حلقه‌های فحشا یا دیگر فعالیت‌های غیرقانونی است. مثال دیگر آن نقض و رعایت نکردن کد رفتاری پلیس و ایمن کردن مظنونان از محکومیت مثلاً از طریق استفاده از شواهد جعلی است.

## انواع مأموران فاسد
غالباً به ندرت اتفاق می‌افتد که ممکن باشد افسران پلیس عمداً و به‌طور سیستماتیک و نظام مند در جرایم سازمان یافته شخصاً شرکت کنند.
در بسیاری از شهرهای مرکزی و اصلی، بخشهای تحقیقاتی داخلی برای بررسی مظنونین به فساد یا سوء رفتار پلیس وجود دارد. از جمله این گونه سازمان‌های مشابه می‌توان از کمیسیون مستقل دادخواهی پلیس بریتانیا نام برد.
در برخی از کشورها فساد پلیس یکی از مشکلات فراگیر و قابل توجه می‌باشد.
ماموران پلیس در مقام مجری قانون فرصت‌های زیادی را برای بهره‌برداری شخصی از موقعیت و اقتدار خود در اختیار دارند. کمیسیون ناپ در اوایل دهه ۱۹۷۰ در دپارتمان پلیس نیویورک سیتی وضعیت فساد را بررسی و افسران فاسد را به دو گروه تقسیم‌بندی نموده است:
۱- گوشت خواران، افرادی هستند که برای رسیدن به اهداف شخصی، به شدت و به صورت جسورانه از اقتدار پلیسی خود سوء استفاده می‌کنند.
۲- علف خواران، مأمورانی که در موقعیتهای که در هنگام کار پلیس اتفاق می‌افتد به سادگی پرداخت و هدیه را می‌پذیرند.

## انواع کارهای فاسد مأموران
کارهای فاسدی که مأموران پلیس مرتکب شده‌اند به شرح زیر طبقه‌بندی شده‌اند:
- فساد ناشی از قدرت: که مأموران پلیس غذاها یا نوشیدنی‌های رایگان یا انعام‌های دیگر دریافت می‌کنند.
- رشوه‌خواری: وجهی که از صاحبان مشاغل مثل پیمانکاران یا رانندگان خودروهای یدک‌کش گرفته می‌شود.
- سرقت فرصت طلبانه: از دستگیرشدگان و قربانیان جرم و جنایت یا اجساد آنها.
- باج: پذیرش رشوه برای پیگیری نکردن جرایم جنایی.
- حمایت از فعالیت‌های غیرقانونی: پذیرش وجه از گردانندگان موسسات غیرقانونی از قبیل فاحشه خانه‌ها، قمارخانه‌ها، یا فروشندگان مواد مخدر: برای محافظت از آن‌ها در برابر اجرای قانون و حفظ آن‌ها را در مقام عمل.
- رفع اتهام (به انگلیسی: Fixing): تضعیف تعقیب کیفری متهم توسط خودداری از ارائه شواهد یا عدم ارائه نظر در جلسات قضایی، برای رشوه یا هر نفع شخصی.
- فعالیتهای مستقیم جنایتکارانه توسط مأموران اجرای قانون.
- پاپوش درست کردن یا (به انگلیسی: Frameup) افزودن به شواهد برای اینکه به دروغ کسی را متهم جلوه دهند. به ویژه در جرایم مواد مخدر.
- هازینگ پلیس (به انگلیسی: Police hazing)
- تیکت فیکسینگ (به انگلیسی: Ticket fixing)